# Ревильяско-д’Асти
Ревильяско-д’Асти (итал. Revigliasco d'Asti) — коммуна в Италии, располагается в регионе Пьемонт, в провинции Асти.
Население составляет 923 человека (2008), плотность населения составляет 103 чел./км². Занимает площадь 9 км². Почтовый индекс — 14010. Телефонный код — 0141.
Покровителями коммуны почитаются святые Иоаким и Анна, празднование 26 июля.

## Демография
Динамика населения:

## Города-побратимы
- Гарон[фр.], Франция (2000)

## Администрация коммуны
- Официальный сайт: